# Bonke Innocent
Bonke Innocent (Kaduna, 20 gennaio 1996) è un calciatore nigeriano, centrocampista dell'Adanaspor.

## Caratteristiche tecniche
È un mediano.

## Carriera

### Club
Il 5 agosto 2014 firma il suo primo contratto con un club europeo, trasferendosi al Lillestrøm. Esordisce con il club norvegese il 2 novembre successivo disputando l'incontro di Eliteserien vinto 4-0 contro il Bodø/Glimt.
Il 2 agosto 2017 si trasferisce al Malmö FF. Vi rimane complessivamente per quattro anni e mezzo, durante i quali colleziona 61 presenze in Allsvenskan, arrivando anche a giocare nella fase a gironi della UEFA Champions League. Raggiunta la scadenza contrattuale del 31 dicembre 2021, Innocent non trova un accordo per il rinnovo e rimane così svincolato.
Il 18 gennaio 2022 firma un contratto di 3 anni e mezzo con il Lorient.

### Nazionale
Il 7 settembre 2021 esordisce in nazionale maggiore nel successo per 1-2 in casa di Capo Verde.

## Palmarès

### Club

#### Competizioni nazionali
- Campionato svedese: 2

Malmö FF: 2020, 2021